# Svart noddy
Svart noddy (Anous minutus) är en tropiskt levande fågel i familjen måsfåglar inom ordningen vadarfåglar.

## Utseende
Svart noddy är lik både brun noddy (A. stolidus) och mindre noddy (A. tenuirostris) i sin helmörka dräkt, kilformade stjärt och ljusa panna. Jämfört med brun noddy är den mörkare, med helmörka vingar. Den har vidare längre och tunnare näbb som är längre än huvudet. Blekare och gråare stjärtmitt kontrasterar med den mörka ovansidan. Mindre noddy är mindre, har ljusare huvud med ljus tygel.

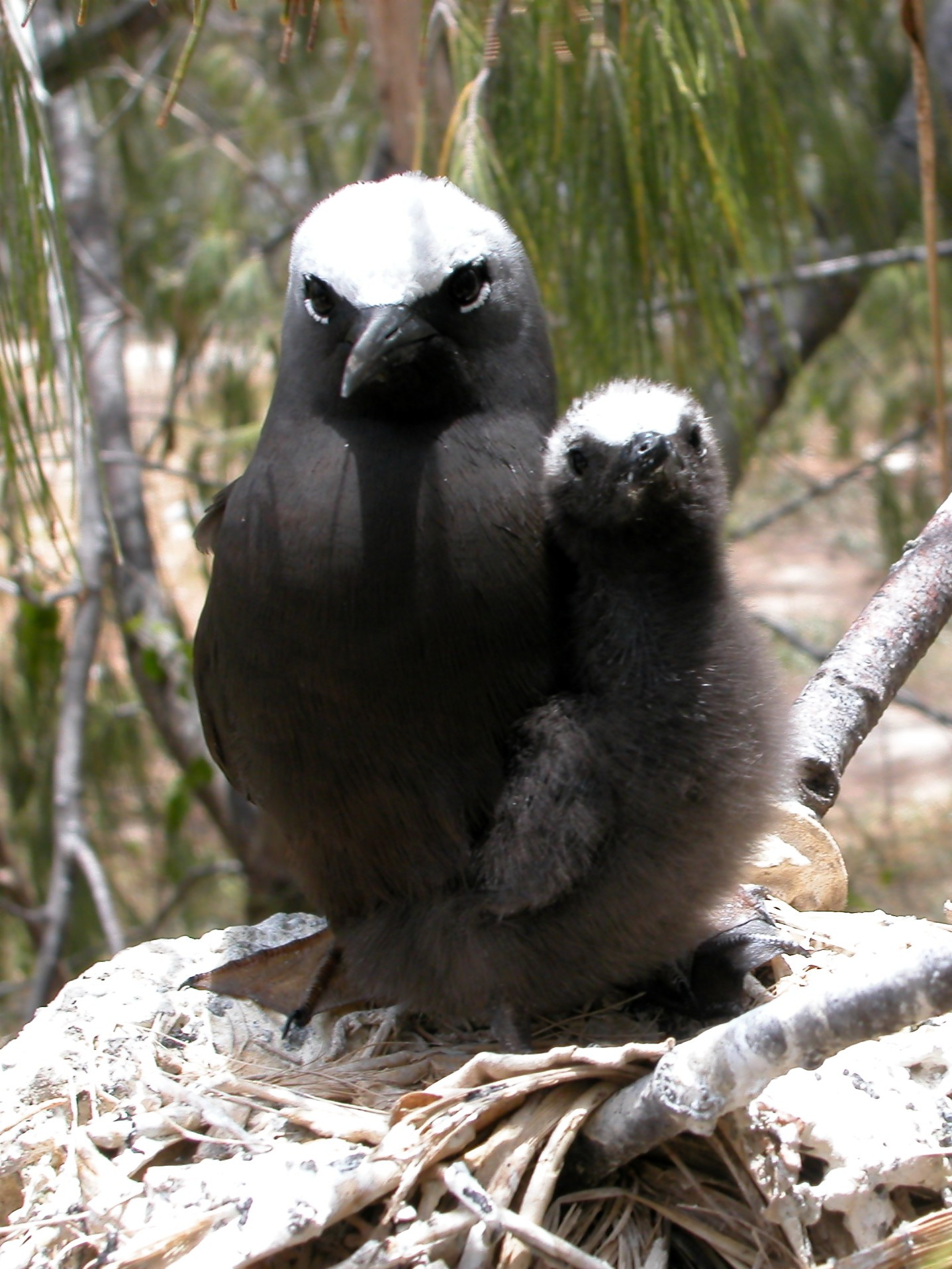
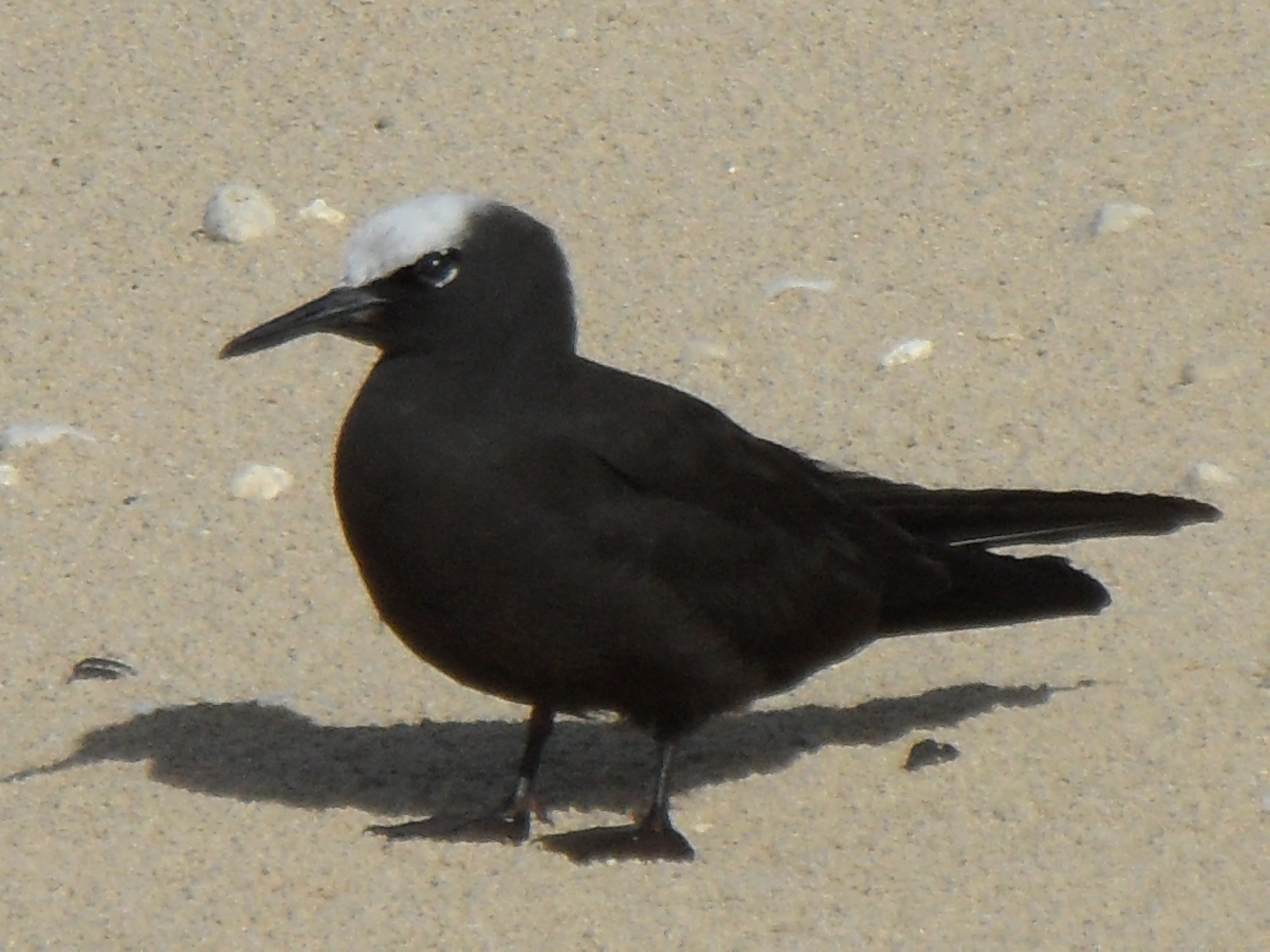
Svart noddy på Lord Howe Island.
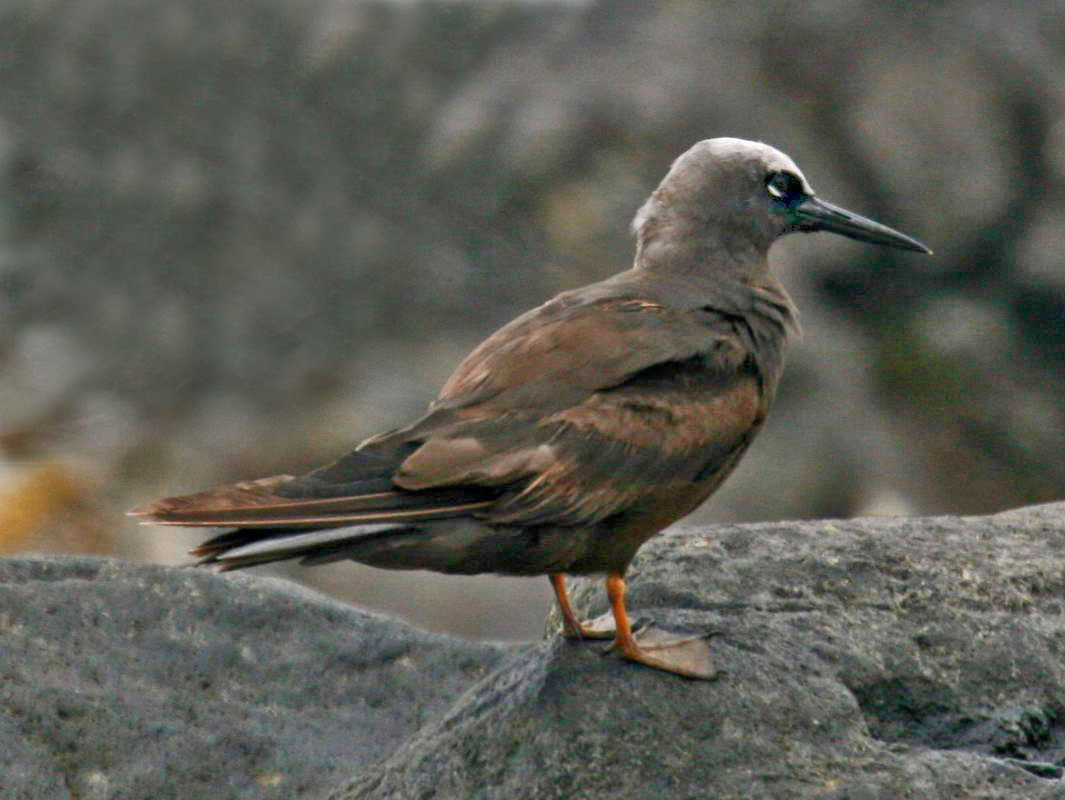
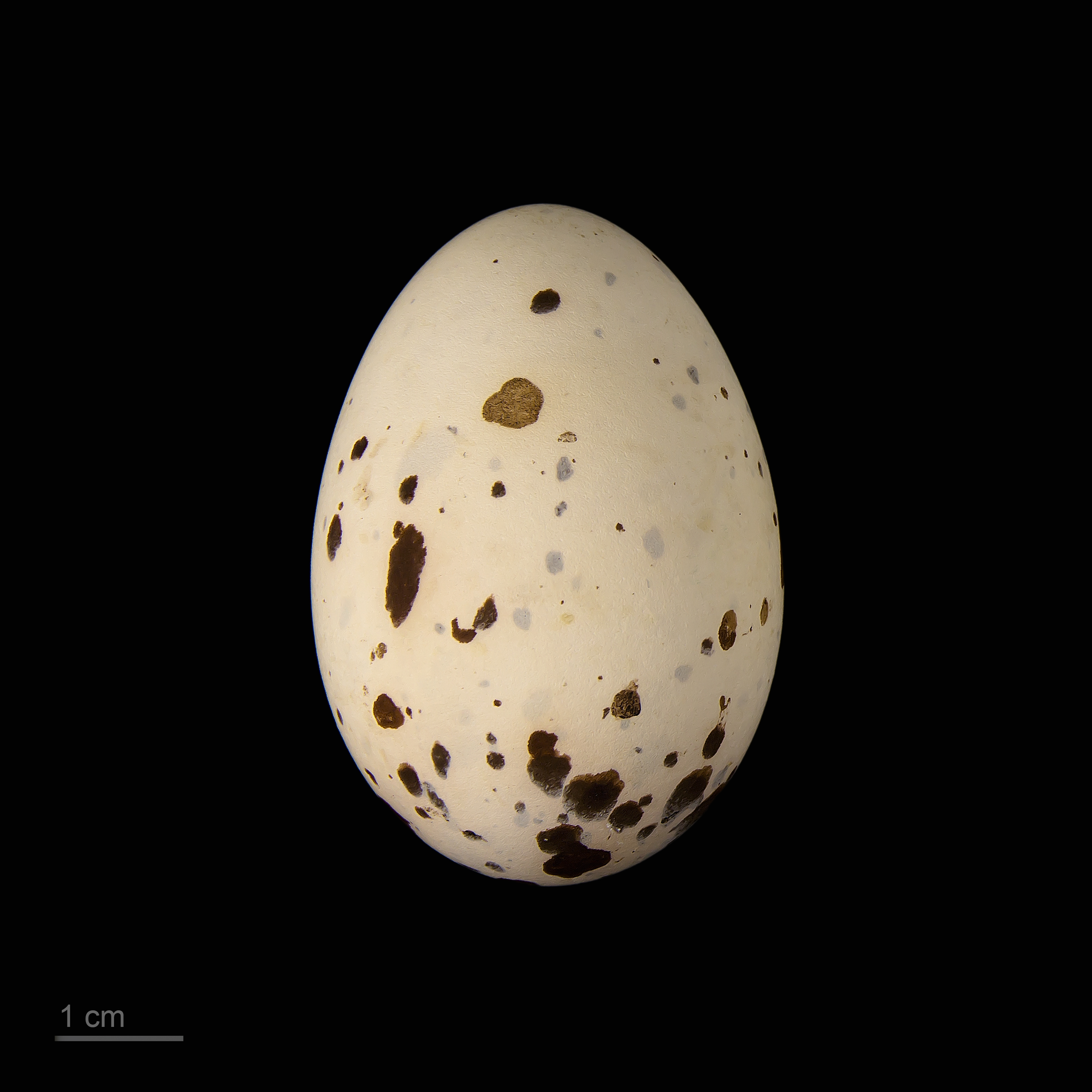
Museum specimen

## Läten
Lätena liknar brun noddy men är ljusare och vassare.

## Utbredning och systematik
Svart noddy förekommer världen runt i tropiska och subtropiska hav med kolonier vida spridda i västra och centrala Stilla havet och mera utspridda i Karibien, centrala Atlanten och nordöstra Indiska oceanen. Den delas in i tre grupper med sju underarter med följande utbredning:
- Anous minutus americanus – häckar på Små Antillerna och öar utanför Centralamerika och Venezuela
- Anous minutus melanogenys – häckar i Hawaiiöarna
- minutus-gruppen (polytypisk)
  - Anous minutus diamesus – häckar på Clippertonön utanför Mexikos västra kust och på Isla del Coco utanför Costa Rica
  - Anous minutus worcesteri – häckar på Cavilliön och Tubbataha Reef i Sulusjön
  - Anous minutus minutus – häckar från nordöstra Australien och Nya Guinea till Tuamotuöarna
  - Anous minutus marcusi – häckar från Marcusön och Wake Island och vidare över Mikronesien till Carolineöarna
  - Anous minutus atlanticus – häckar från S:t Helena och angränsande öar i södra Atlanten till Guineabukten

Tillfälligt har den även observerats i Indiska oceanen, utanför Sri Lanka. Arten är nära släkt med mindre noddy (A. tenuirostris) och dessa två har tidigare behandlats som en och samma art.

## Ekologi
Denna art bebor tropiska och subtropiska öar. Den lever av småfisk och bläckfisk, men har även setts ägna sig åt kleptoparasitism. Häckningssäsongen varierar geografiskt, liksom storleken på kolonierna och boplats.

## Status och hot
Arten har ett stort utbredningsområde, men tros minska i antal, dock inte tillräckligt kraftigt för att anses vara hotad. Utifrån dessa kriterier kategoriserar IUCN arten som livskraftig (LC). Världspopulationen uppskattas till 1,3 miljoner vuxna individer.

## Namn
Fågeln har på svenska även kallats vithättad noddy.